# ولاداس گاراستاس
ولاداس گاراستاس (انگلیسی: Vladas Garastas؛ زادهٔ ۲ فوریهٔ ۱۹۳۲) بازیکن بسکتبال اهل لیتوانی است.
وی در مسابقات کشوری و بین‌المللی در مجموع برندهٔ ۲ مدال نقره، ۳ مدال برنز شده‌است.